# Prosoplus intercalaris
Prosoplus intercalaris är en skalbaggsart som först beskrevs av Francis Polkinghorne Pascoe 1867.  Prosoplus intercalaris ingår i släktet Prosoplus och familjen långhorningar. Inga underarter finns listade i Catalogue of Life.